# ゴルビオ
ゴルビオ （Gorbio）は、フランス、プロヴァンス＝アルプ＝コート・ダジュール地域圏、アルプ＝マリティーム県のコミューン。

## 地理
ゴルビオは、マントンとロクブリュヌ＝カップ＝マルタンより高地の谷間の中の、丘の頂上にある小さな村である。村の中をゴルビオ川が横切る。川はペイユにて源を発し、マントンとロクブリュヌを流れ、地中海へ注ぐ。

## 語源
村はヴェンティミーリア伯オットーネ2世によってテンプル騎士団のコマンドリー（騎士団領）に転換され、アジェルボル（Agerbol）と名づけられた。これは、十字軍の街道上でありエルサレムへの巡礼路上にあったアジェル山（モンタジェル、fr）山頂にある廃墟、中世の要塞を常に意味している。アジェルボルに使用されるアルファベット、G、R、B、Oは現在もゴルビオという名のつづりの中で見つけることができる。
ゴルビオは、モネガスク語が使われるマントン、ロクブリュヌ、モナコとは対照的にニサール語圏である。かつて、周辺住民はGouarbeと呼んでいた。1376年にはCoarboと呼ばれていたことが証明されている。村人は村をGouhaと呼び、住民は自らをGourbarinsと呼んでいた。-inで終わる住民の呼称を用いるのは、マントン周囲の村でゴルビオが唯一であることに注意が必要である。実際、マントン住民はMentonasquesであるし、ラ・テュルビーの住民はTurbiasques、サンタニェスの住民はSenténasques、ロクブリュヌの住民はRoquebrunasques、そしてモナコ住民はMonégasquesである。

## 歴史
ゴルビオには先史時代の終わりには既に人が定住していた。現在の村より標高が上の場所で古い道具が発掘されており、複数の岩の隠れ家があってその共同体全体を巨大な壁が取り巻いていたからである。ここで発見された多様な動物、人間の骨、陶器類はマントンの先史博物館で展示されている。
ヴェンティミーリア大聖堂の公文書によれば、ヴェンティミーリア伯オットーネ2世がテンプル騎士団のコマンドリーをつくったため、村が現在の場所へ移動してきた。
1157年、最初に記録された村の名はGolbiであった。1301年には現在の名称ゴルビオとなっている。
12世紀から13世紀、村はヴェンティミーリア伯の封土であった。1257年から1285年までプロヴァンス伯領となりその後ラスカリス家のヴェンティミーリア伯へ戻された。17世紀から18世紀には、イスナルディ家、デ・グベルナティス家、ライモンディ家、コルヴェージ家、アルジアーリ家、そしてグイリョッティ家と、複数の有力家が領主となった。
1388年以降、ニース伯領はサヴォイア家に属した。ゴルビオはニース伯領と運命をともにし、1860年の住民投票でフランス併合賛成が上回ったためフランスへ併合された。
19世紀後半、ゴルビオはマントン観光の余波の恩恵を受けるようになった。

## 人口統計
| 1962年 | 1968年 | 1975年 | 1982年 | 1990年 | 1999年 | 2006年 | 2011年 |
| ------ | ------ | ------ | ------ | ------ | ------ | ------ | ------ |
| 571    | 644    | 538    | 576    | 930    | 1154   | 1279   | 1294   |

参照元:1999年までEHESS、2004年以降INSEE

## ギャラリー

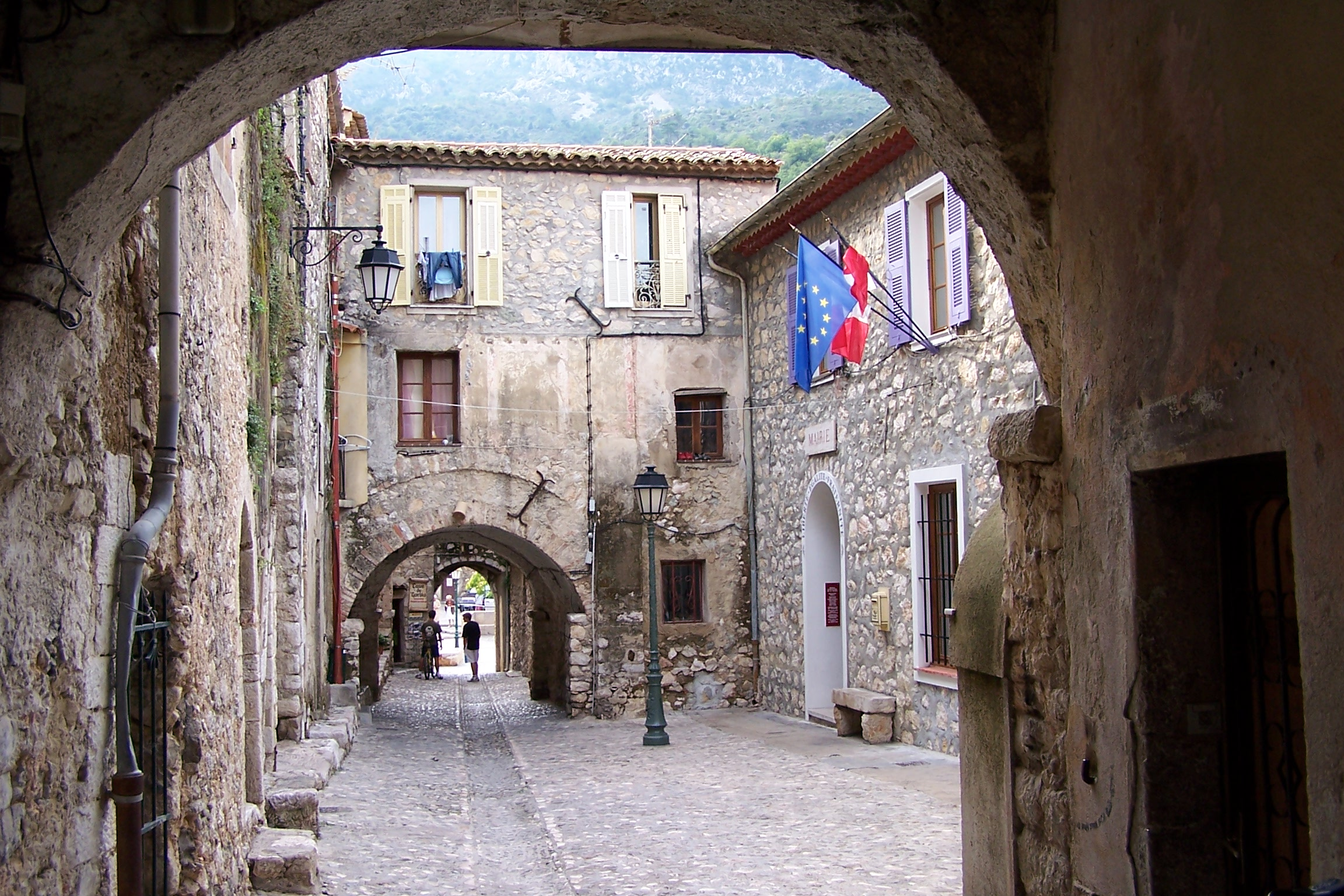
町並み
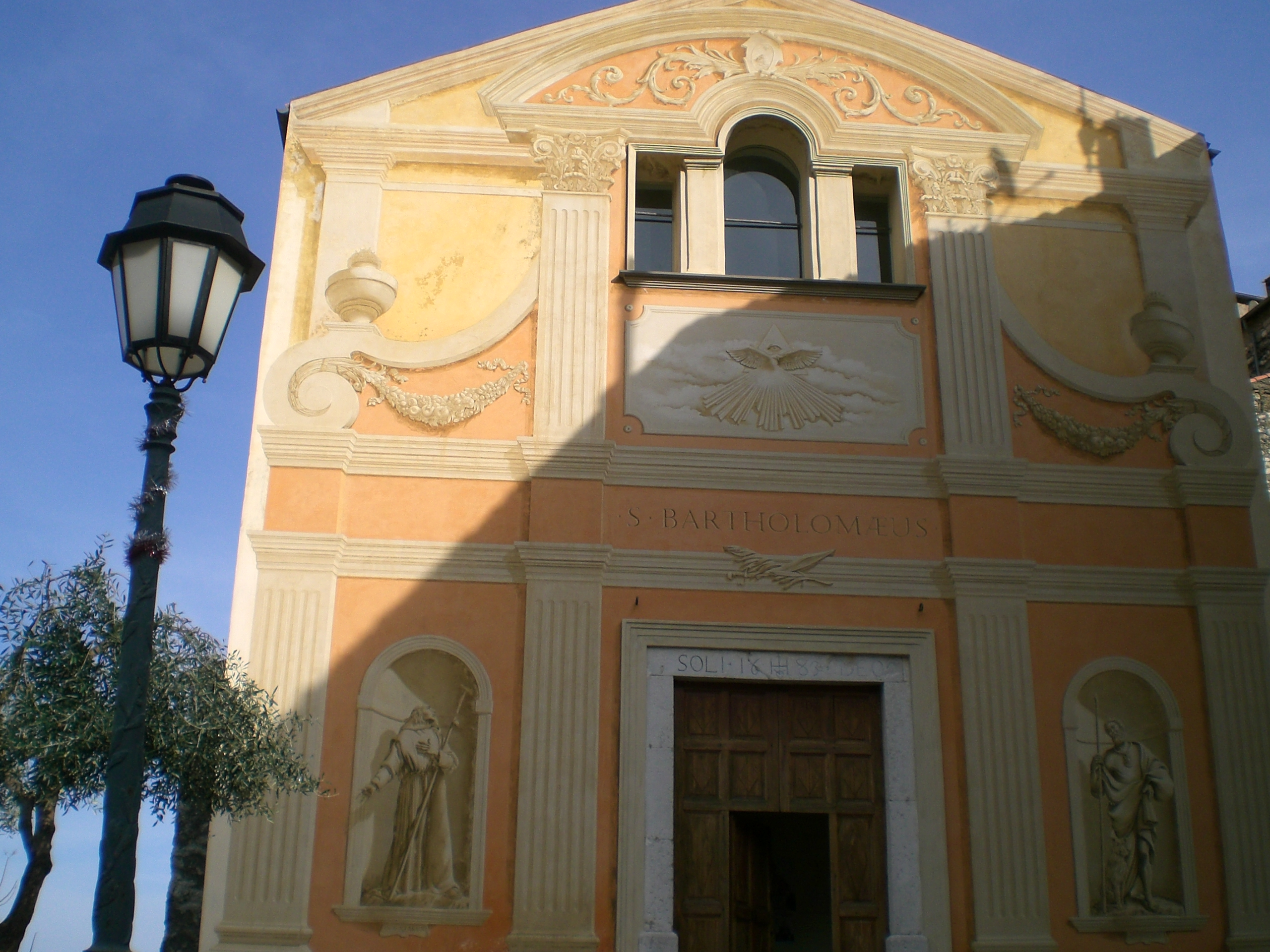
サン・バルテルミ教会
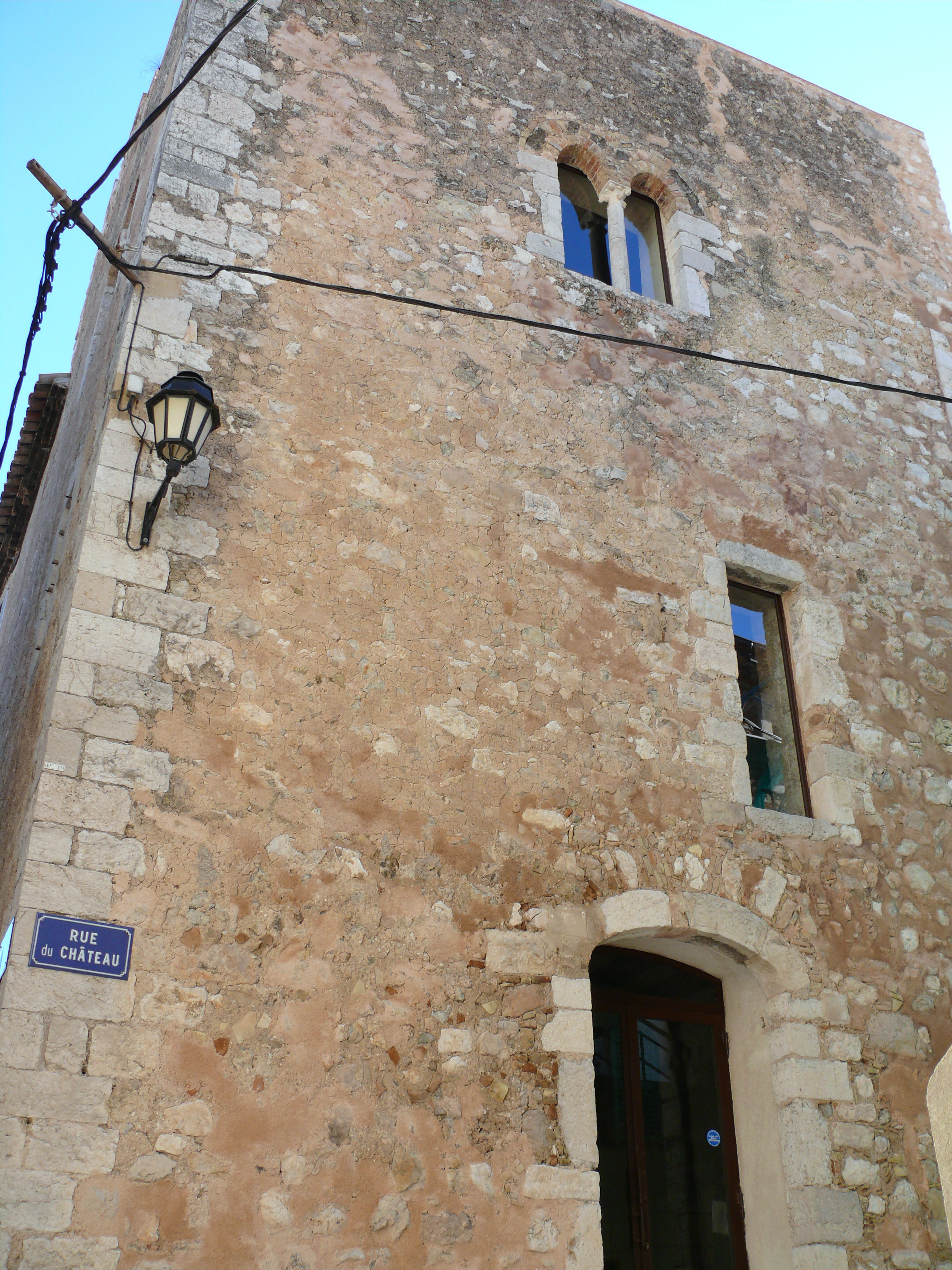
ラスカリス塔
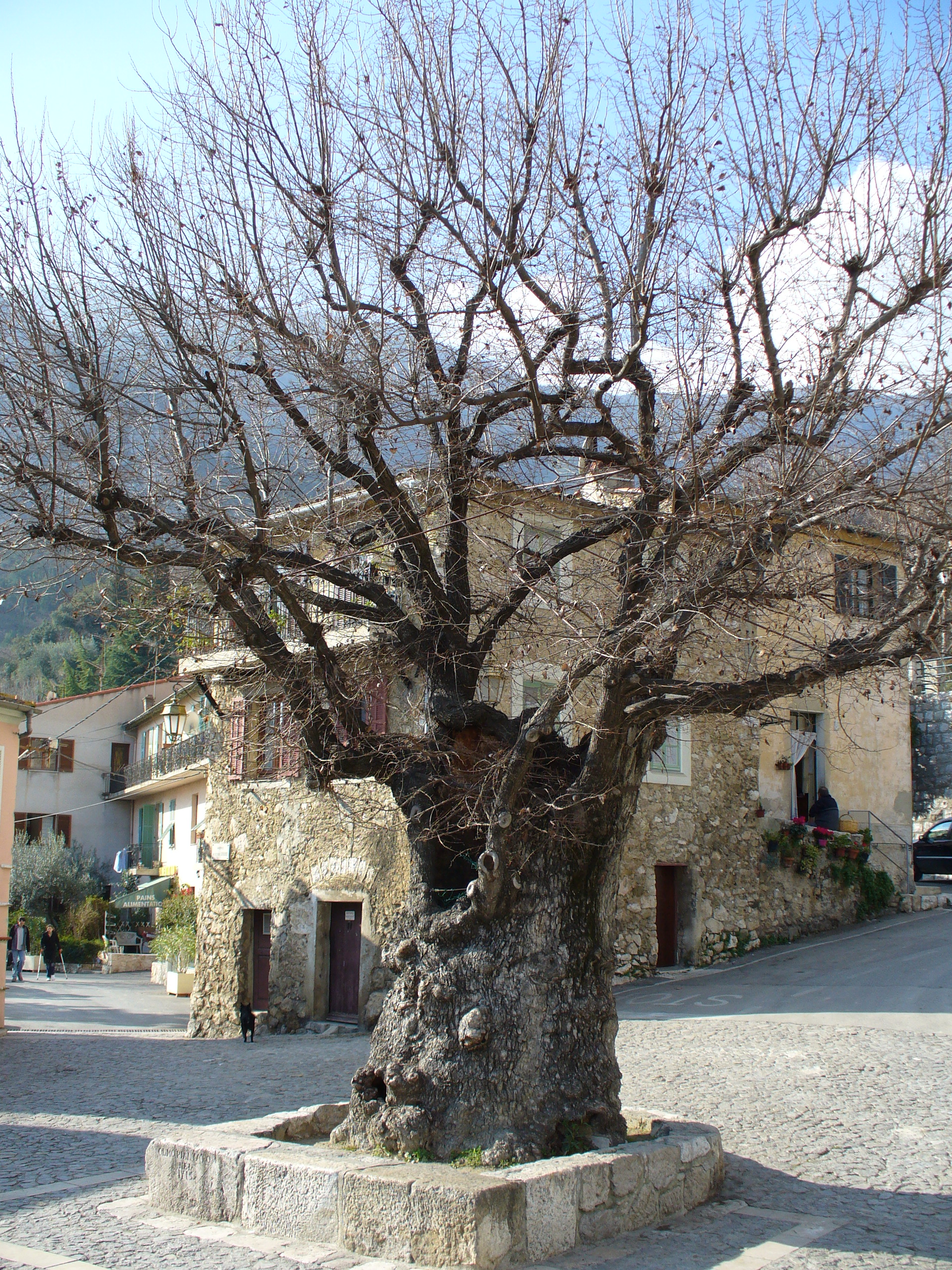